# Gelenktriebwagen NGT6DE
| NGT6DE und darauf basierende Fahrzeuge | NGT6DE und darauf basierende Fahrzeuge | NGT6DE und darauf basierende Fahrzeuge              | NGT6DE und darauf basierende Fahrzeuge              | NGT6DE und darauf basierende Fahrzeuge              |
| Stadt:                                 | Dessau                                 | Halle (Saale)                                       | Halle (Saale)                                       | Plauen                                              |
| Bezeichnung:                           | NGT6DE                                 | MGT-K1                                              | MGT-K2                                              |                                                     |
| -------------------------------------- | -------------------------------------- | --------------------------------------------------- | --------------------------------------------------- | --------------------------------------------------- |
|                                        |                                        |                                                     |                                                     |                                                     |
| Nummerierung:                          | 301–310                                | 661–690                                             | 691–702                                             | 301–309                                             |
| Anzahl:                                | 10                                     | 30                                                  | 12                                                  | 9                                                   |
| Hersteller:                            | Bombardier Transportation              | Bombardier Transportation                           | Bombardier Transportation                           | Bombardier Transportation                           |
| Plattform:                             | NF 2000                                | Flexity Classic                                     | Flexity Classic                                     | Flexity Classic                                     |
| Baujahr(e):                            | 2001–2002                              | 2004–2005                                           | 2013                                                | 2013–2017                                           |
| Achsformel:                            | (Bo’2’)Bo’                             | (Bo’2’)Bo’                                          | (Bo’2’)Bo’                                          | (Bo’2’)Bo’                                          |
| Spurweite:                             | 1435 mm                                | 1000 mm (Meterspur)                                 | 1000 mm (Meterspur)                                 | 1000 mm (Meterspur)                                 |
| Länge über Kasten:                     | 21 045 mm                              | 20 545 mm                                           | 20 450 mm                                           | ca. 20 500 mm                                       |
| Breite:                                | 2300 mm                                | 2300 mm                                             | 2300 mm                                             | 2300 mm                                             |
| Höhe:                                  | 3490 mm                                | 3490 mm                                             | 3490 mm                                             | 3490 mm                                             |
| Drehzapfenabstand:                     | 5500 mm                                | 5500 mm                                             | 5500 mm                                             | 5500 mm                                             |
| Drehgestellachsstand:                  | 1800 mm                                | Triebdrehgestelle: 1800 mm Laufdrehgestell: 1600 mm | Triebdrehgestelle: 1800 mm Laufdrehgestell: 1600 mm | Triebdrehgestelle: 1800 mm Laufdrehgestell: 1600 mm |
| Kleinster Bogenradius:                 | 22–30 m                                | 18 m                                                | 18 m                                                |                                                     |
| Leermasse:                             | 27,7 t                                 | 28,6 t                                              |                                                     |                                                     |
| Höchstgeschwindigkeit:                 | 70 km/h                                | 70 km/h                                             | 70 km/h                                             | 70 km/h                                             |
| Dauerleistung:                         | 4 × 85 kW                              | 4 × 85 kW                                           | 4 × 85 kW                                           | 4 × 85 kW                                           |
| Raddurchmesser:                        | 600 mm (neu) 520 mm (abgenutzt)        | 600 mm (neu) 520 mm (abgenutzt)                     | 600 mm (neu) 520 mm (abgenutzt)                     | 600 mm (neu) 520 mm (abgenutzt)                     |
| Antrieb:                               | Drehstrom-Asynchronmaschinen           | Drehstrom-Asynchronmaschinen                        | Drehstrom-Asynchronmaschinen                        | Drehstrom-Asynchronmaschinen                        |
| Betriebsart:                           | ER                                     | ZR (ein Führerstand)                                | ZR (ein Führerstand)                                | ER                                                  |
| Sitzplätze:                            | 52                                     | 48                                                  |                                                     |                                                     |
| Stehplätze (4/m²):                     | 67                                     | 69                                                  |                                                     |                                                     |
| Einstiegshöhe:                         | 290 mm                                 | 290 mm                                              | 290 mm                                              | 290 mm                                              |
| Fußbodenhöhen:                         | 360 mm / 580 mm                        | 360 mm / 580 mm                                     | 360 mm / 580 mm                                     | 360 mm / 580 mm                                     |
| Niederfluranteil:                      | 56 %                                   | 53 %                                                | 53 %                                                | 53 %                                                |
| Quellen:                               | [ 2 ]                                  | [ 3 ]                                               | [ 4 ]                                               | [ 1 ]                                               |

Technische Zeichnung NGT6DE

Der sechsachsige Niederflur-Gelenktriebwagen NGT6DE ist die erste Variante des modularen Straßenbahn-Fahrzeugtyps NF 2000 bzw. Flexity Classic von Bombardier. Es wurden 2001 und 2002 zehn Stück für die Straßenbahn Dessau gebaut. Ebenfalls in diesem Artikel behandelt werden die 42 seitens der HAVAG als MGT-K bezeichneten Fahrzeuge der Straßenbahn Halle (Saale), welche auf dem NGT6DE basieren, sowie die neun Fahrzeuge der Straßenbahn Plauen, welche weitgehend den Hallenser Fahrzeugen entsprechen. Die Wagen sind aus einem vierachsigen Wagenteil und einem darauf aufgesattelten zweiachsigen Wagenteil aufgebaut und somit ungefähr 21 Meter lang.

## Technik und Aufbau
Die Dessauer und Plauener Fahrzeuge sind reine Einrichtungswagen, die Hallenser haben dagegen beidseitige Türen und sind somit Unechte Zweirichtungswagen. Es ist stets der vierachsige der vordere Wagenteil. Die Fahrzeuge in Halle verfügen über eine Vielfachsteuerung für bis zu drei Einheiten sowie an beiden Enden über nicht abgedeckte Scharfenbergkupplungen. Es können somit vollwertige Zweirichtungszüge gebildet werden. Die Dessauer Fahrzeuge haben dagegen keine Vielfachsteuerung und nur als Notkupplung dienende, normalerweise weggeklappte und abgedeckte Albertkupplungen, für deren Verwendung zunächst ein 75 kg schwerer Stahlträger abzuschrauben ist. Auch in Plauen ist keine Zugbildung vorgesehen.
Es ist stets der vierachsige der vordere Wagenteil. Zwischen den beiden Drehgestellen mit einem Drehzapfenabstand von 5500 mm ist jeweils pro Türseite eine Doppeltür mit einer lichten Weite von bei Niederflurstraßenbahnwagen üblichen 1300 mm angeordnet. Der Abstand zwischen dem Drehpunkt des Gelenks und dem Drehgestell im hinteren Wagenteil beträgt 5320 mm. Auch in diesem Wagenteil ist je Seite eine Doppeltür angeordnet.
Die Auswahl der Türanordnung in den Front- und Heckmodulen ist unterschiedlich. Dessau wählte nur hinten eine Fahrgasttür, die vordere Tür ist dagegen dem Personal vorbehalten. Halle hat dagegen an beiden Enden eine Fahrgasttür, vorn auf der rechten Seite, am Heck auf der linken Seite. Beim MGT-K2 war zunächst geplant, am Heck auch rechts eine Tür anzuordnen, dies wurde jedoch nicht umgesetzt. Auch die Plauener Wagen haben an beiden Enden eine Fahrgasttür. Diese Fahrgasttüren sind jeweils als Einzeltüren mit einer lichten Weite von 650 mm ausgeführt.
Die beiden äußeren Drehgestelle sind angetrieben und mit einem Achsstand von 1800 mm ausgeführt. Das Laufdrehgestell in der Mitte ist bei den Dessauer Fahrzeugen mit dem gleichen Achsstand ausgeführt. Für Halle wurde er jedoch auf 1600 mm verringert, weil im dortigen Netz engere Gleisbögen mit Radien von nur 18 Metern zu befahren sind. Die Dessauer Fahrzeuge sind für Radien von 22 Metern im Betriebshof bzw. 30 Metern im Streckennetz ausgelegt. Der unterschiedliche Achsstand hat auch Einfluss auf den zur Verfügung stehenden Fußraum zwischen den Radkästen. In Dessau stehen in Längsrichtung 580 mm zur Verfügung, in Halle (über dem Laufdrehgestell) dagegen nur 420 mm. Als weiterer Unterschied in der Bauweise der Drehgestelle ergibt sich aus den unterschiedlichen Spurweiten für Dessau (Normalspur) eine innengelagerte Bauweise, für Halle und Plauen (Meterspur) dagegen eine Außenlagerung.
Der Fußboden liegt im Niederflurbereich, der sich über etwas mehr als die Hälfte der Länge des Fahrgastraums erstreckt, auf einer Höhe von 360 mm über der Schienenoberkante, wird allerdings zu den Einstiegen hin über Rampen auf 290 mm abgesenkt. Über dem Laufdrehgestell ist er seitlich des Gangs zwischen den Radkästen leicht erhöht. Dieser Höhenunterschied wird bei den Dessauer Wagen über Rampen, bei den Hallenser Fahrzeugen dagegen über 85 mm hohe Stufen überwunden. Über den Triebdrehgestellen ist der Boden insgesamt um eine Stufe auf 580 mm erhöht, ganz am Heck gibt es zudem einen kleinen auf 726 mm liegenden Bereich.
Dessau wählte über allen Drehgestellen eine Sitzanordnung mit je zwei Sitzen beidseits des Gangs. Bei einer Breite des Fahrzeugs von (außen) 2300 mm und 420 mm breiten Sitzen führt dies zu einer sehr geringen Gangbreite von nur 470 mm. In Halle sind dagegen über dem Laufdrehgestell auf einer Seite nur Einzelsitze angeordnet, aufgrund der Radkästen ist der Gang dadurch jedoch nicht nennenswert breiter.
Die zweite Hallesche Serie sowie die Plauener erhielten eine neue Frontgestaltung mit LED-Tagfahrleuchten.

## Bau
Die Fahrzeuge wurden im Bombardier-Werk Bautzen gefertigt. Die Dessauer Wagen erhielten die elektrische Ausrüstung aus Krefeld, Halle und Plauen erhielten diese von Bombardier Mannheim. Die Fahrzeugköpfe und Heckteile der Dessauer Serie wurden von der FTD Fahrzeugtechnik Dessau geliefert.

## Anlieferung und Betrieb

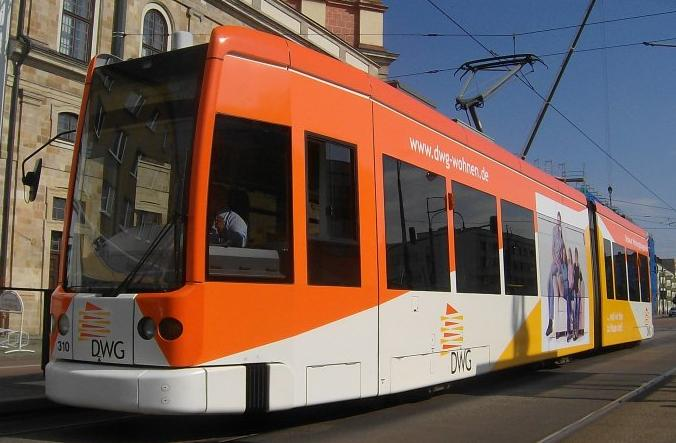
NGT6DE mit Vollwerbung in Dessau-Roßlau

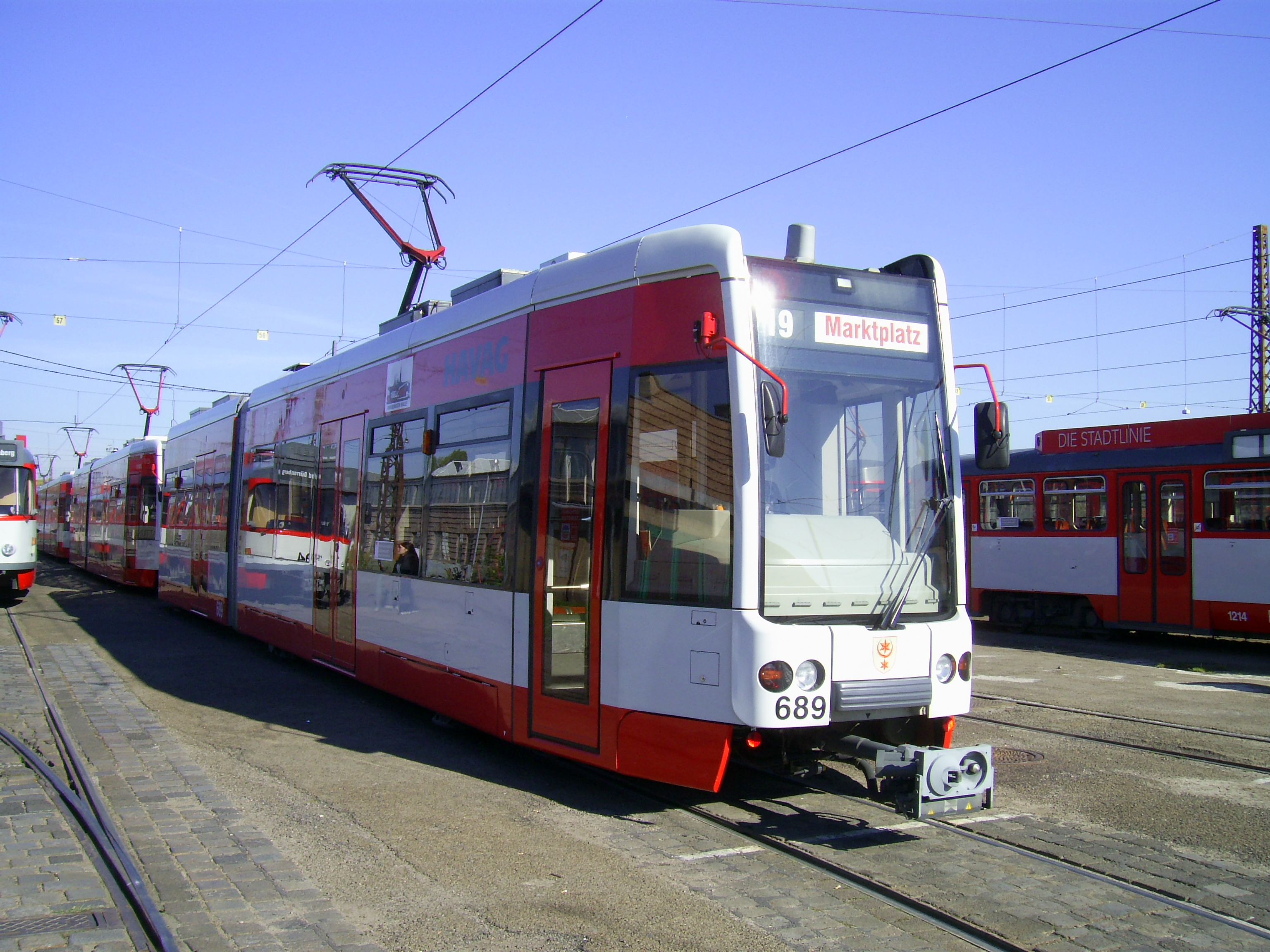
MGT-K in Halle (Saale)

### Die Dessauer Fahrzeuge
Der erste Wagen erreichte am 21. Dezember 2001 den Betriebshof der Straßenbahn Dessau. Alle zwei Wochen kam ein weiteres Fahrzeug hinzu, so dass im Juli 2002, pünktlich zur Netzerweiterung West, alle Fahrzeuge in Betrieb waren. Erst Mitte Januar 2002 wurde das Nummernschema mit 301 begonnen. Hintergrund dieser Nummernvergabe ist, dass die Busse die Nummern 100 bis 199 erhalten, die Reise- und Sonderbusse 200 bis 299. Somit erhielten die Straßenbahnwagen den Nummernbereich 301 bis 310.
Wie bei jedem Neufahrzeug gab es zum Anfang auch einige technische Probleme. Heute kann mit einer neunzigprozentigen Einsatzquote gerechnet werden. Im April 2007 begannen die Hauptuntersuchungen (HU). Erstes Fahrzeug war der Triebwagen 303, der im Oktober wieder zum Einsatz kam. Bei der Hauptuntersuchung entfiel der hintere Scheibenwischer. Auch wurde die Anfahrtechnik verfeinert.

### Die Halleschen Fahrzeuge
Der erste Wagen erreichte Halle am 6. April 2004. Die Wagen wurden im Vier-Wochen-Rhythmus ausgeliefert, so dass im Dezember 2005 der dreißigste MGT-K ausgeliefert wurde. In Halle bekamen die Wagen die Nummern 661 bis 690, also an die Triebwagen MGT6D anschließend. Die Bezeichnung MGT-K steht für Meterspur-Gelenktriebwagen-Kurz. Die Fahrzeuge werden in der Regel als an den führerstandslosen Enden gekuppelte Doppeleinheiten eingesetzt. Die HAVAG bestellte Ende 2010 zwölf weitere Fahrzeuge (MGT-K2), die zwischen Mai und August 2013 ausgeliefert wurden. Die neuen Fahrzeuge mit den Nummern 691 bis 702 erhielten eine neue Frontpartie und einen neuen Innenraum. Eine Option auf vier weitere MGT-K2 hat die HAVAG nicht eingelöst.

### Die Plauener Fahrzeuge
Die Straßenbahn Plauen schrieb im Mai 2011 zwei Niederflurwagen mit einer Option auf weitere acht aus. Im Januar 2012 wurde Bombardier als Sieger der Ausschreibung genannt. Im November 2012 wurde der erste Teil der Option für weitere vier Stück eingelöst. Am 20. August 2013 erhielt Plauen den ersten Wagen mit der Nummer 302, Wagen 301 folgte am 22. August. Die Inbetriebnahme dieser und der nächsten vier Wagen (303 bis 306) erfolgte bis 2014. Ende 2015 wurde die Option für weitere drei Fahrzeuge eingelöst.